# Classica di San Sebastián 2017
La Classica di San Sebastián 2017, trentasettesima edizione della corsa e valevole come ventiseiesima prova dell'UCI World Tour 2017 categoria 1.UWT, si svolse il 29 luglio 2017 su un percorso di 231 km, con partenza e arrivo a San Sebastián, in Spagna. La vittoria fu appannaggio del polacco Michał Kwiatkowski, il quale completò il percorso in 5h52'53", alla media di 39,276 km/h, precedendo il francese Tony Gallopin e l'olandese Bauke Mollema.
Sul traguardo di San Sebastián 86 ciclisti, sui 159 partiti dalla medesima località, portarono a termine la competizione.

## Squadre e corridori partecipanti
| N.    | Cod. | Squadra                    |
| ----- | ---- | -------------------------- |
| 1-8   | TFS  | Trek-Segafredo             |
| 11-18 | ALM  | AG2R La Mondiale           |
| 21-28 | AST  | Astana Pro Team            |
| 31-38 | TBM  | Bahrain-Merida             |
| 41-48 | BMC  | BMC Racing Team            |
| 51-58 | BOH  | Bora-Hansgrohe             |
| 61-68 | CJR  | Caja Rural-Seguros RGA     |
| 71-78 | CDT  | Cannondale-Drapac          |
| 81-88 | COF  | Cofidis, Solutions Crédits |
| 91-98 | FDJ  | FDJ                        |

| N.      | Cod. | Squadra              |
| ------- | ---- | -------------------- |
| 101-108 | LTS  | Lotto Soudal         |
| 111-118 | MOV  | Movistar Team        |
| 121-128 | ORS  | Orica-Scott          |
| 131-138 | QST  | Quick-Step Floors    |
| 141-148 | DDD  | Team Dimension Data  |
| 151-158 | KAT  | Team Katusha Alpecin |
| 161-168 | TLJ  | Team Lotto NL-Jumbo  |
| 171-178 | SKY  | Team Sky             |
| 181-188 | SUN  | Team Sunweb          |
| 191-198 | UAD  | UAE Team Emirates    |

## Ordine d'arrivo (Top 10)
| Pos. | Corridore          | Squadra    | Tempo    |
| ---- | ------------------ | ---------- | -------- |
| 1    | Michał Kwiatkowski | Sky        | 5h52'53" |
| 2    | Tony Gallopin      | Lotto      | s.t.     |
| 3    | Bauke Mollema      | Trek       | s.t.     |
| 4    | Tom Dumoulin       | Sunweb     | s.t.     |
| 5    | Mikel Landa        | Sky        | a 2"     |
| 6    | Alberto Bettiol    | Cannondale | a 28"    |
| 7    | Anthony Roux       | FDJ        | a 38"    |
| 8    | Greg Van Avermaet  | BMC        | s.t.     |
| 9    | Tiesj Benoot       | Lotto      | s.t.     |
| 10   | Nicolas Roche      | BMC        | s.t.     |